# فولفغانغ ميتسجر
فولفغانغ ميتسجر (بالألمانية: Wolfgang Metzger)‏ هو أستاذ جامعي وعالم نفس ألماني، ولد في 22 يوليو 1899 في هايدلبرغ في ألمانيا، وتوفي في 20 ديسمبر 1979 في Bebenhausen ‏ في ألمانيا.